# Guadalupe Yancuictlalpan
Guadalupe Yancuictlalpan, más conocido como Gualupita. Este pueblo muy conocido que se encuentra en el municipio de Tianguistenco, Estado de México. El nombre de Santa María de Guadalupe recuerda la tradición de las apariciones de la Virgen María a San Juan Diego en el año de 1531.
La comunidad es conocida por fabricar prendas artesanales de lana (suéteres, chamarras, gabanes) los cuales se venden los días sábado y domingo en un tianguis local donde también se pueden encontrar antojitos mexicanos y todo tipo de prendas de vestir. 
Por su larga tradición de producir prendas artesanales, Gualupita es llamada: "La tierra del sarape". 
Gualupita se encuentra a 30km de la ciudad de Toluca y a 60km de la Ciudad de México.

## Etimología
Del náhuatl yancuic, que significa nuevo; tlal.li, que significa tierra; y pan que significa sobre.  “En la tierra nueva”.

El nombre de Guadalupe, proviene del árabe que significa "Rio de Luz".

## Geografía
La comunidad se encuentra localizada en la región suroriente del valle de Toluca, en las estribaciones de la sierra del Ajusco, específicamente en la ladera de una pequeña loma a un kilómetro de la cabecera municipal. Al norte limita con Santa María Coaxusco, del municipio de Capulhuac, al este con el poblado de Santiago Tilapa, al sur y oeste con la cabecera municipal. 

## Clima
Gualupita se encuentra a 2600 m s. n. m., con un clima templado y húmedo. Presenta heladas de octubre a mayo, de 80 hasta 120 días al año. 
| Parámetros climáticos promedio de Guadalupe Yancuictlalpan | Parámetros climáticos promedio de Guadalupe Yancuictlalpan | Parámetros climáticos promedio de Guadalupe Yancuictlalpan | Parámetros climáticos promedio de Guadalupe Yancuictlalpan | Parámetros climáticos promedio de Guadalupe Yancuictlalpan | Parámetros climáticos promedio de Guadalupe Yancuictlalpan | Parámetros climáticos promedio de Guadalupe Yancuictlalpan | Parámetros climáticos promedio de Guadalupe Yancuictlalpan | Parámetros climáticos promedio de Guadalupe Yancuictlalpan | Parámetros climáticos promedio de Guadalupe Yancuictlalpan | Parámetros climáticos promedio de Guadalupe Yancuictlalpan | Parámetros climáticos promedio de Guadalupe Yancuictlalpan | Parámetros climáticos promedio de Guadalupe Yancuictlalpan | Parámetros climáticos promedio de Guadalupe Yancuictlalpan |
| Mes                                                        | Ene.                                                       | Feb.                                                       | Mar.                                                       | Abr.                                                       | May.                                                       | Jun.                                                       | Jul.                                                       | Ago.                                                       | Sep.                                                       | Oct.                                                       | Nov.                                                       | Dic.                                                       | Anual                                                      |
| ---------------------------------------------------------- | ---------------------------------------------------------- | ---------------------------------------------------------- | ---------------------------------------------------------- | ---------------------------------------------------------- | ---------------------------------------------------------- | ---------------------------------------------------------- | ---------------------------------------------------------- | ---------------------------------------------------------- | ---------------------------------------------------------- | ---------------------------------------------------------- | ---------------------------------------------------------- | ---------------------------------------------------------- | ---------------------------------------------------------- |
| Temp. máx. media (°C)                                      | 14                                                         | 17                                                         | 16                                                         |                                                            |                                                            | 18                                                         | 18                                                         | 16                                                         | 15                                                         | 15                                                         | 15                                                         | 16                                                         | 13.3                                                       |
| Temp. mín. media (°C)                                      | -1                                                         | 0                                                          | 3                                                          | 5                                                          | 7                                                          | 8                                                          | 7                                                          | 7                                                          | 7                                                          | 5                                                          | 2                                                          | 1                                                          | 4.3                                                        |
| Precipitación total (mm)                                   | 21                                                         | 17                                                         | 13                                                         | 26                                                         | 65                                                         | 132                                                        | 145                                                        | 128                                                        | 99                                                         | 54                                                         | 12                                                         | 7                                                          | 704.7                                                      |
| Fuente: Clima de Tianguistenco                             |                                                            |                                                            |                                                            |                                                            |                                                            |                                                            |                                                            |                                                            |                                                            |                                                            |                                                            |                                                            |                                                            |

## Flora y fauna
La flora está compuesta por encino, pino, oyamel, fresno y madroño, así como matorrales y pastizales. 
Dentro de la fauna podemos encontrar zorrillos, tejones, tlacuaches, ardillas y tuzas.

## Historia
No existen muchos datos sobre su fundación pero si algunas historias sobre la comunidad: 
- Según una leyenda en el siglo XVI, una familia de origen desconocido, que iba a Tenochtitlán,  pasó por este lugar y les gustó tanto que decidieron quedarse a vivir ahí.

- Cuenta la tradición oral, que en el siglo XVII se llevaba por varios pueblos a la Virgen Peregrina del Tepeyac ya que se querían recolectar fondos para la construcción de la antigua Basílica de Guadalupe. Cuando la comitiva que llevaba la imagen pasó por el lugar donde actualmente se encuentra la iglesia, descansaron, pero al querer irse la imagen se hizo pesada, por lo que aquellas personas pensaron que la imagen ya no se quería ir, creyendo que era un milagro desde entonces la imagen se quedó en este lugar. Primero se le construyó una capilla y después el templo que actualmente se observa.

Época Colonial
Santa María de Guadalupe Yancuictlalpan perteneció a la República de Tianguistenco durante el siglo XVII y fue a partir del 27 de abril de 1767, en que previa licencia del virrey Carlos Francisco de Croix, Marqués de Croix, obtuvo su autonomía, tal como lo habían solicitado los naturales de este pueblo y de acuerdo a los informes que otorgaron el alcalde mayor de Metepec y el Cura de Xalatlaco, solicitados por la propia autoridad virreinal el 3 de junio de 1766.
Sin embargo, de la documentación existente se deduce que no se ejecutó tal ordenamiento, puesto que el 28 de octubre de 1778, el Virrey don Antonio María Bucareli retiró la orden dada por su antecesor al alcalde mayor y al párroco para que dictaminaran si era procedente tal separación. 
Existen documentos que prueban la posesión de tierras comunales por parte de esta comunidad: El primer documento corresponde al amparo que en nombre del Rey Carlos II, concedió la Real Audiencia al pueblo de Guadalupe Yancuictlalpan de la posesión de las tierras comunales que les pertenecían desde tiempos inmemoriales y que los naturales de Xalatlaco les inquietaba e impedían el usofructo de sus montes comunales. El documento está fechado en la capital del Virreinato el 21 de octubre de 1675, suscrito por Martín de Molina Guerra teniente del escribano de la Cámara del Rey, don José de Montemayor. 
Nuevamente los naturales de Yancuictlalpan, en voz de su apoderado Domingo de Córdoba, en 1690 vuelven a solicitar amparo para que no continúen los abusos de los naturales de Xalatlaco con las tierras que estaban amparadas y reconocidas para Yancuictlalpan.
Por fin el 16 de marzo de 1705, don Pedro de Áviles y Rebollo, teniente de alcalde mayor de Tianguistenco, y el alcalde Mayor de Metepec Simón Fernández de Ángulo, procedieron a ejecutar el acuerdo de la Real Audiencia expedido a petición de don Pascual Juan, gobernador de los naturales de Tianguistenco, hecha en nombre propio y del común, y principales de su pueblo sujeto de Guadalupe Yancuictlalpan. Citaron a las autoridades de Capulhuac, Xalatlaco y Tianguistenco para estar presentes en el deslinde. Tomas de Alarcón vecino del pueblo de Guadalupe, testimonió bajo juramento que desde la fundación del pueblo (1669), siempre habían poseído y gozado las tierras que reclamaban por suyas. Otros testigos intervinieron con declaraciones similares.
Así se dijo de los límites del pueblo:
“Donde finaliza una barranca que se junta con el río que baja de Xalatlaco y Tilapa, cuya juntura está arriba del puente (entre Capulhuac y Santiago).”
El 10 de octubre de 1752, don Hipólito de los Santos, alcalde de Yancuictlalpan, solicitó al teniente del alcalde mayor de Metepec, don José de León Navarro, que interviniera ante la Real Audiencia, para que exigiera el cumplimiento de la sentencia del alto tribunal citado, fechado en la Ciudad de México el 21 de octubre de 1668, donde ordenaba a los naturales de Xalatlaco que no impidieran a los quejosos el corte de leña y madera y la fabricación de carbón. 
Revolución Mexicana
Debido a los saqueos y la inseguridad provocada por este acontecimiento, muchas familias de Gualupita tuvieron que salirse del pueblo y buscar seguridad en otras comunidades como Toluca. Se dice que al quedar prácticamente vacío el pueblo, se tuvo que encargar la imagen de la Virgen de Guadalupe en una casa del municipio de Capulhuac. Al terminar la Revolución la gente regresó al pueblo y desde entonces se conmemora ese día como la Recongregación del pueblo, recordando el acontecimiento con una misa de acción de gracias.

## Demografía
En 1990 se registró una población de 2812 habitantes y 6385 en el año 2000, lo cual representa el 10.9% de la población total del municipio.

## Gobierno
Gualupita pertenece al municipio de Tianguistenco, Edo. México y por ello pertenece al decimoprimer distrito judicial y rentístico cuya cabecera es Tenango de Arista; al sexto distrito electoral estatal con sede en Santiago Tianguistenco y al trigesimoquinto distrito electoral federal con cabecera en la ciudad de Tenancingo. De forma local la comunidad es gobernada por sus delegados.

## Economía
La mayor actividad económica se produce por el comercio de productos textiles artesanales e industriales. La agricultura y ganadería son actividades poco practicadas. 
Los días sábado se organiza un tianguis donde se venden frutas y verduras frescas. El día domingo, se vende principalmente ropa, desde productos artesanales (ropa de lana) e industriales (prendas de mezclilla). 

## Educación
Gualupita tiene a 2007 una tasa de alfabetismo del 94 por ciento, que es un índice similar al del Estado de México en 2005: 94.4%.
La localidad cuenta con todos los servicios educativos necesarios, desde preescolar, hasta educación superior, tanto privada como pública. Como ejemplo de esta última tenemos al CESU, en los límites de la localidad, y una Unidad Académica Profesional de la UAEM en Tianguistenco.

## Cultura
- Gastronomía

Entre los alimentos típicos más comunes se encuentran los moles verde y rojo, tamales, y tlacoyos de frijol y haba. 
- Deportes

Los deportes más practicados son el fútbol, basquetbol y escuash. Todos los domingos se organizan partidos entre equipos locales y de otras comunidades. Aunque no hay torneos de escuash es un deporte muy practicado en la localidad pues hay muchas canchas que con frecuencia se usan para partidos familiares, con amigos o en torneos. En días festivos se organizan carreras, contado con participantes locales e internacionales.

## Artesanías
El poblado es conocido por fabricar prendas de lana como sarapes, mañanitas, etc.

## Templos
- Santuario de Santa Maria de Guadalupe

Se localiza enfrente de la Av. Independencia, entre las calles Juárez e Hidalgo, en el centro de Gualupita. Es la iglesia más grande del pueblo y la principal, se comenzó a construir en 1679 y se terminó en 1725.  Misas: domingos 8am. 
- Capilla del puente

Es un templo pequeño dedicado a la Virgen de Guadalupe, se dice que es "del puente", porque frente a esta capilla está un antiguo puente que comunicaba a Santiago con Gualupita. Este templo se construyó a inicios del siglo XIX.

## Tradiciones
El laurel
Es una tradición religiosa, originada en el siglo pasado, también llamada la “carrera del laurel”, que tiene lugar el jueves previo al Domingo de Ramos. La gente de Gualupita se reúne en el pueblo de Santa Ana en el municipio de Ocuilan, donde cada persona hace “su tercio” (un ramo de laurel de 10 kg) el cual cargará en la espalda durante su recorrido a pie hasta Gualupita. Cuando la primera persona llega al pueblo, se tocan las campanas y esta persona suele recibir un premio. Todo el laurel recolectado se regala a la gente del pueblo el Domingo de Ramos. 
Peregrinación a San Juan de los Lagos
Diversas comunidades de los alrededores de Gualupita se reúnen en dicho pueblo el 10 de agosto para peregrinar en bicicleta hasta San Juan de los Lagos. Después de salir del pueblo, que les da una emotiva despedida, los ciclistas se reúnen con compañeros de otras comunidades en la  Catedral de Toluca, de donde parte todos unidos, con la bendición del obispo,  hasta su destino. Al llegar a San Juan cada pueblo contrata un mariachi para que le cante a la virgen. Se calcula que son 3000 ciclistas.
“Fue así como se convirtió en todo un acontecimiento,  el festejo de sus “Bodas de Oro”, de esta magna peregrinación, la cual tuvo su origen el 11 de agosto de 1956, cuando don Heriberto Rivera Vara y 12 ciclistas más, parten del pueblo de Guadalupe Yancuictlalpan, conocido como “Gualupita” -que es la cuna de esta manifestación de fe-, al segundo santuario dedicado a la Virgen María, más visitado en el país, en San Juan de los Lagos, Jalisco".
Día de muertos
El primero de noviembre se reúnen los mayordomos en la iglesia principal para replicar las campanas durante toda la noche y así dar la bienvenida a los fieles difuntos.
Cuando se acerca el 2 de noviembre los habitantes montan ofrendas (Altar de muertos) hermosas dedicadas a sus seres queridos que ya han fallecido. El panteón del pueblo luce lleno de distintas flores y en el centro del pueblo se exhibe una ofrenda que representa su identidad. 
La ofrenda Mashcalana
La ofrenda es una muestra del sincretismo prehispánico y cristiano, cuyo objetivo es honrar a los difuntos. En Gualupita se llama Mashcalana,  que se deriva de dos palabras: mascar, ya que al hilar la lana, las puntas se sostenían con la boca como si la estuvieran mascando; lana, que es el material con el que se elaboran los suéteres o prendas artesanales. El término mashcalano en un principio era ofensivo, pero ahora, es parte de la identidad del pueblo.

## Fiestas tradicionales
Las posadas de enero

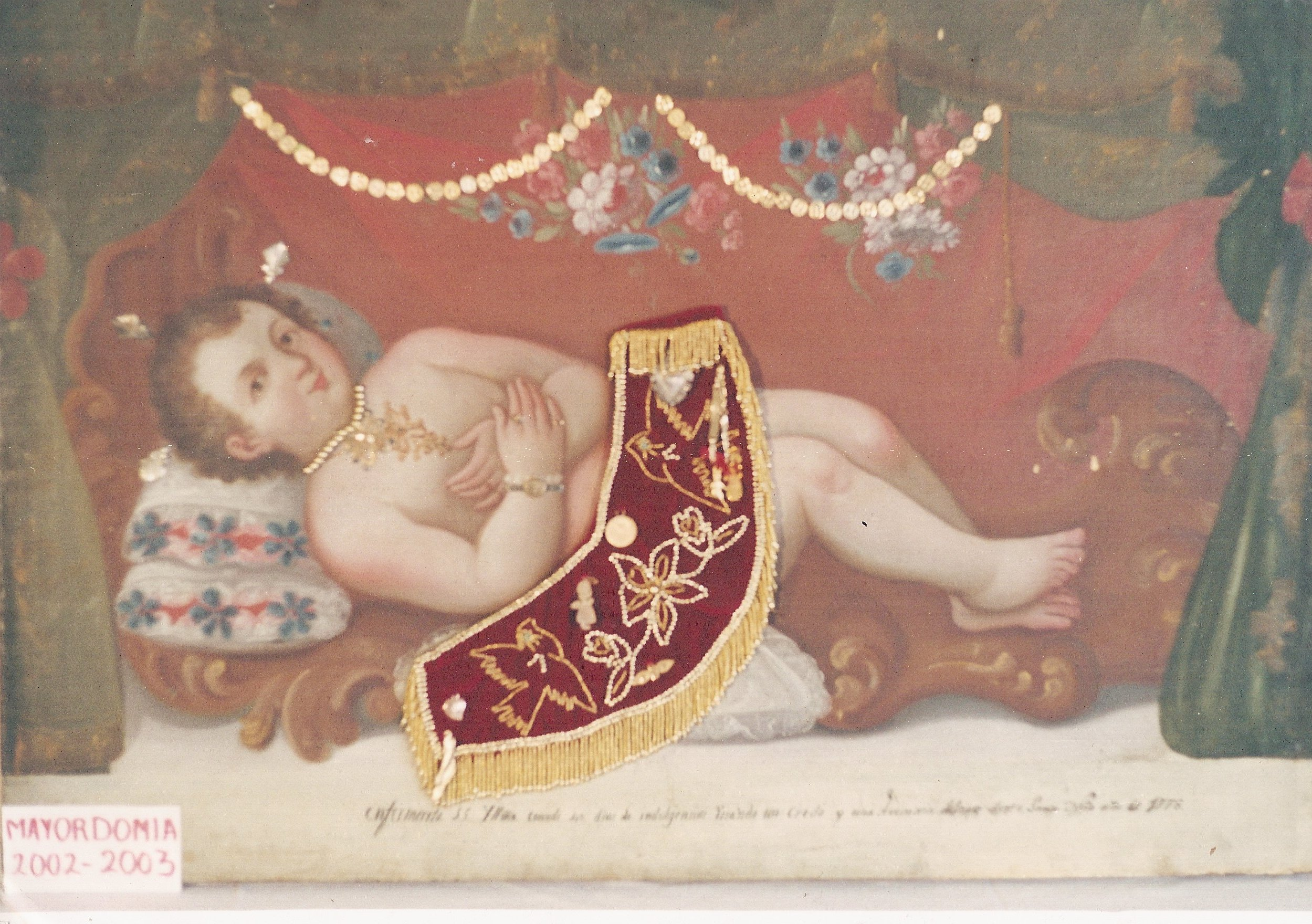
Santo y Niño Enfermerito.

Además de las posadas de diciembre, en Gualupita tienen lugar otras posadas en enero, en honor al Santo y Niño Enfermerito, las cuales comienzan el 24 de enero y terminan el 1 de febrero, para celebrar la candelaria al otro día.
La primera parte de la posada es en el templo, desde donde la gente sale en peregrinación con una caña hasta la casa del mayordomo, donde al terminar la oración tiene lugar la piñata, la colación, y el baile popular. En la última posada el 1 de febrero también se quema un vistoso castillo, y al día siguiente la imagen del Santo Niño se entrega al siguiente mayordomo. 
Fiesta de la Virgen de Guadalupe
Esta fiesta se celebra en este pueblo y en todo México el 12 de diciembre de cada año. En Gualupita los preparativos comienzan desde noviembre con las novenas. 
- Las novenas

Desde el 3 de noviembre, cada día,  una familia u asociación ofrece una misa en acción de gracias, algunas veces la misa es acompañada con mariachi o algún coro en especial. Después de la misa, las personas encargadas de la novena regalan algún antojito mexicano. Durante el día se acostumbra repicar las campanas y poner las mañanitas 4 veces al día, de modo que se escuchen en todo el pueblo.  Algunas veces las mañanitas son sustituidas por música de viento. 
Generalmente el primer domingo de Adviento se celebra un paseo de carros alegóricos, convirtiéndose en el primer día de feria. Pero cabe destacar que en 2010, dicho paseo se llevará a cabo el segundo domingo de Adviento. 
- La salva y las mañanitas

El 11 de diciembre, casi a media noche, se queman 3 castillos con una altura de 30 metros. Al finalizar empieza la “salva” y las mañanitas que durarán hasta el amanecer.
Al terminar el castillo ya mencionado, se lanzan cohetes (fuegos artificiales) de colores en los 4 puntos cardinales del pueblo, para después lanzar bombas y cohetes, por millares, durante toda la madrugada. “Por varios minutos el cielo se ve iluminado y el sonido de truenos no cesa”. 
Las mañanitas empiezan a las 0:00 del 12 de diciembre, llegan muchas rondallas, mariachis y coros a cantarle las mañanitas a la virgen de Guadalupe, de igual forma arriban las peregrinaciones de muchas partes del Estado de México y otros estados.
- Día de la fiesta

El 12 de diciembre la calle principal del pueblo se llena de comerciantes y de gente que viene a ver a la Guadalupana, el templo se encuentra atiborrado de personas y en el atrio se presentan las danzas de los arrieros, los negros sordos, y las inditas. En cada casa las familias esperan a sus invitados con el tradicional mole rojo. Por la noche hay bailes populares y la quema del castillo.

## Vías de comunicación
Gracias a su cercanía con Tianguisteco, Gualupita tiene acceso a las siguientes carreteras: La Marquesa-Tenango y La Marquesa-Chalma. Desde la ciudad de Toluca, Gualupita está comunicada por la carretera Tianguistenco-Mexicalzingo, que entronca con la carretera Toluca-Tenango del Valle y por la carretera Tianguistenco-Amomolulco, que entronca con la carretera federal México-Toluca, que también comunica con la Ciudad de México.
Se cuenta con servicio de autobuses y taxis que comunican a Gualupita con los distintos poblados del valle de Toluca y con la capital del Estado de México.  
También se encuentran a una distancia muy corta los Aeropuerto Benito Juárez de la Ciudad de México (60min) y el Aeropuerto de la Ciudad de Toluca (30min).